# Adrián Cúneo
 Adrián Cúneo  fue un actor y director de teatro que nació en Argentina en 1912 y falleció en Buenos Aires, Argentina, en 1995. 

## Carrera
Adrián Cúneo fue un joven actor cómico y animador radiotelefónico de grandes recursos. Formado en el Teatro Nacional de Buenos Aires, perteneció a renombradas compañías artísticas argentinas, como las de Revistas y Comedias de Pepe Arias, Paulina Singerman,  Pepita Serrador, Gloria Guzmán y Niní Marshall, con las cuales recorrió naciones de América y Europa.
En cine se lo pudo ver, generalmente, en papeles de personajes aristocráticos snobs, trabajó en seis oportunidades junto a Niní Marshall, de la que era amigo personal e hizo giras internacionales actuando en México y Cuba. A fines de la década de 1940 interrumpió su carrera cinematográfica y retornó en 1987 para participar en El año del conejo donde formó pareja con Maruja Pibernat. 
En radio formó parte de la Compañía encabezada por la primera actriz radial María Esther Lagos, bajo la dirección de Atilio Supparo por Radio Municipal. Además de Cúneo lo integraba también el actor teatral Pedro Lemos.
Pasó sus últimos años de vida en la Casa del Teatro hasta su muerte en 1995 a los 83 años.

## Filmografía
Actor
- El año del conejo   (1987)
- Un modelo de París   (1946)
- El diablo andaba en los choclos   (1946)
- Mosquita muerta   (1946)
- Madame Sans Gene   (1945)
- Santa Cándida   (1945)
- Su esposa diurna   (1944)
- Los hijos artificiales   (1943)
- Luisito   (1943)
- Las sorpresas del divorcio   (1943)
- Carmen   (1943)
- Un atardecer de amor   (1943)

- Mañana me suicido   (1942)
- Amor último modelo   (1942)
- En el último piso   (1942)
- Cuando canta el corazón   (1941) …Coco
- Cándida millonaria   (1941)
- Mamá Gloria   (1941)
- Novios para las muchachas   (1941)
- Flecha de oro   (1940)
- De Méjico llegó el amor   (1940)
- Mi fortuna por un nieto   (1940)
- El astro del tango   (1940)
- Dama de compañía   (1940)
- Los celos de Cándida   (1940)
- Fragata Sarmiento   (1940)
- Un bebé de contrabando (1940)
- Cuatro corazones (1939)

## Televisión
- 1968/1973:  Don Jacobo.
- 1973: El Teatro de Pachecho (Ep. El burrito del teniente)[2]

## Teatro
- Fin de mes  (1945), con la Compañía de Pepe Arias. Estrenada en el Teatro Artigas de Uruguay.
- Don Fernández (1946), comedia en tres actos.
- Fiebre de primavera, estrenada en el Teatro Arlequín, con el rol de "Richard" junto a la actriz cubana Rita Montaner.
- Penélope de Somerset Maugham.